# Boyd Escarpment
Das Boyd Escarpment ist eine 16 km lange Geländestufe aus Fels und Schnee im ostantarktischen Queen Elizabeth Land. Im Dufek-Massiv der Pensacola Mountains erstreckt sie sich vom Wujek Ridge in nordöstlicher Richtung und schließt den Bennett Spur, den Cox-Nunatak und den Rankine Rock mit ein.
Das Advisory Committee on Antarctic Names benannte die Geländestufe 1979 nach dem US-amerikanischen Glaziologen und Geologen Walter W. Boyd Jr., der während des Internationalen Geophysikalischen Jahres 1957 auf der Station Little America tätig war und von 1962 bis 1966 an drei Kampagnen des United States Geological Survey in den Pensacola Mountains teilgenommen hatte.